# Benjamin Ayres

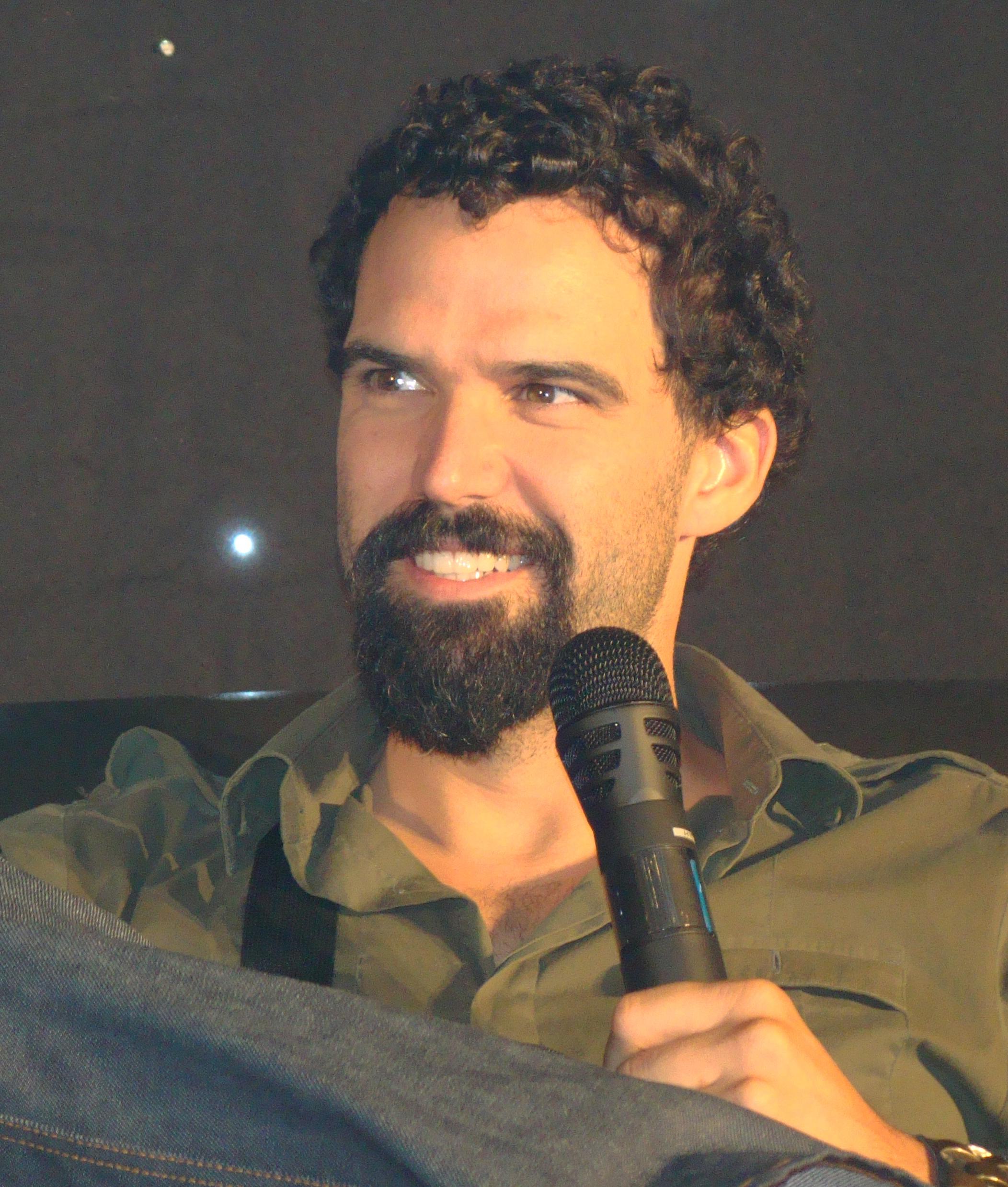
Benjamin Ayres (2010)

Benjamin James Ayres (* 19. Januar 1977 in Kamloops, British Columbia, Kanada) ist ein kanadischer Schauspieler.
Ayres wuchs in seiner Geburtsstadt auf. Erste schauspielerische Erfahrungen machte er bereits während seiner High-School-Zeit. Er spielte Rollen in Musicals, Shakespeare-Stücken und klassischen Theaterstücken. An der High School besuchte er außerdem Kurse in Regie und Filmschnitt. Nach seinem Schulabschluss ging er zunächst für einige Zeit ins Ausland. Er bereiste als Backpacker Asien und den Südpazifik.
Im Alter von 22 Jahren kehrte Ayres nach Kanada zurück; er zog nach Vancouver und absolvierte eine Schauspielausbildung an der Lyric School of Acting in Gastown. Zu seinen Lehrerinnen dort gehörte Michèle Lonsdale Smith. Er arbeitete dann in British Columba als Theaterschauspieler.
Nach ersten Filmrollen in kanadischen und amerikanischen Fernsehserien kehrte er zunächst wieder auf die Theaterbühne zurück. Er übernahm im November 2004 die Rolle des Tench in der Welturaufführung des Theaterstücks In the Eyes of God von Raul Sanchez Inglis in den Beaumont Studios in Vancouver. 2005 spielte er in Vancouver in dem Einpersonenstück Sex, Drugs, Rock and Roll von Eric Bogosian. Mit diesem Stück unternahm er auch eine Tournee durch British Columbia.
2007 spielte in der Filmkomödie Weihnachten in Handschellen die Rolle von Nick. Er war der Freund der weiblichen Hauptdarstellerin (Melissa Joan Hart), der an Heiligabend mit seiner Freundin Schluss macht. 2007 übernahm in der Nora-Roberts-Verfilmung Tödliche Flammen die Rolle des Hugh. Er war der Arbeitskollege der weiblichen Hauptdarstellerin, den diese zu heiraten beabsichtigt. Ayres war 2008 in der CBC-TV-Serie jPod zu sehen, wo er den Charakter des Casper Jesperson verkörperte. Ayres spielte einen Kettenraucher, der besessen vom Tod ist. Die Serie basiert auf den Büchern von Douglas Coupland. 2008 verkörperte er an der Seite von Derek Jacobi und Judy Davis den Helikopterpiloten Steve Dyson, der sich in der Arktis auf die Suche nach Diamanten macht, in der international koproduzierten, unter anderem in Sierra Leone und Johannesburg spielenden Miniserie Diamonds.
In der Fantasyserie Vampire Diaries spielte Ayres 2009 für drei Episoden den Geschichtslehrer Mr. Tanner, der in der Episode Friday Night Bites von Damon Salvatore getötet und somit aus der Serie herausgeschrieben wurde. Seit 2009 ist er als gerissener Geschäftsmann Mike in der kanadischen Fernsehserie Dan for Mayor zu sehen.
2008 erhielt er für seine Rolle in der Serie jPod eine Nominierung in der Kategorie „Best Supporting Performance by a Male in a Dramatic Series“ bei den kanadischen Leo Awards.
Ayres arbeitet auch als Produzent und Regisseur. 2009 drehte er den eigenen Kurzfilm Scott’s Land.

## Filmografie (Auswahl)
- 2002: Jeremiah – Krieger des Donners
- 2003: Stargate – Kommando SG-1
- 2004: Still Life
- 2004: The Collector
- 2005: Battlestar Galactica
- 2007: Smallville
- 2007: Nora Roberts – Tödliche Flammen (Blue Smoke)
- 2007: Weihnachten in Handschellen (Holiday in Handcuffs, Fernsehfilm)
- 2008: jPod
- 2008: Psych
- 2008: Last Impact – Der Einschlag (Impact)
- 2008–2009: Diamonds
- 2009: Mistresses
- 2009–2010: Dan for Mayor
- 2009: The Vampire Diaries
- 2009: Less Than Kind
- 2011: Die 12 Weihnachts-Dates (12 Dates of Christmas, Fernsehfilm)
- 2012–2017: Saving Hope (Fernsehserie, 83 Folgen)
- 2014, 2016: Bitten (Fernsehserie, 3 Folgen)
- 2017: Falling for Vermont
- 2018, 2019: Suits (Fernsehserie, 5 Folgen)
- 2020: Private Eyes (Fernsehserie, 1 Folge)
- 2021: Ein Weihnachtsbaum ist nicht genug (You, Me & the Christmas Trees, Fernsehfilm)